# Haićanski kreolski jezik
Haićanski kreolski jezik (kreyòl, aiysyen, haićanski, haićanski kreolski francuski; ISO 639-3: hat), često nazivan jednostavno kreolka ili Kreyòl (izgovara se [kɣejɔl]), jezik je koji se govori u Haitiju. Ima oko 7 milijuna govornika (2001.), koji su gotovo čitava populacija, a preko emigracije, oko 400 000 govornika koji žive u Bahamima, Kanadi, na Kajmanskim otocima, u Dominikanskoj Republici, Francuskoj Gvajani, Gvadalupi, Portoriku i SAD-u. Haićanski kreolski je najgovoreniji kreolski jezik u svijetu.
Jedan je od dva službena jezika Haitija, zajedno s francuskim. Temelji se prvenstveno na francuskom, ali sadrži i različite utjecaje, posebno zapadnoafričkih i centralnoafričkih jezika (iz 18. stoljeća, uključujući i neke arapske), Taíno, portugalskog, španjolskog i engleskog jezika. Afrički i francuski utjecaj je najjači, jer su te dvije populacije bile u kontaktu tijekom razvoja kreolskih jezika.

## Vanjske poveznice
- Ethnologue (14th)
- Ethnologue (15th)